# Nekrolog 1998
Nekrolog
◄◄
| ◄
| 1994
| 1995
| 1996
| 1997
| 1998 | 1999 | 2000 | 2001 | 2002 | ► | ►►
1. Quartal |
2. Quartal |
3. Quartal |
4. Quartal 
Weitere Ereignisse | Allgemeiner Nekrolog 1998
Die Beschreibung der verstorbenen Person sollte so kurz wie möglich gehalten sein und nur deren signifikante Tätigkeit(en) enthalten.
Neue Namen ggf. auch unter dem Geburts- und Sterbedatum, also etwa unter 1. Januar und im Geburts- und Sterbejahr (2024) eintragen (nur bei entsprechender großer Wichtigkeit). Für Beispiele siehe die schon vorhandenen Artikel.
Außerdem über die fünf zuletzt Verstorbenen, zu denen es einen ausreichend guten Artikel für eine Präsentation auf der Hauptseite gibt, nach der todesbedingten Überarbeitung der Artikel ggf. auch unter Wikipedia Diskussion:Hauptseite informieren und sie am besten auch in den anderen Wikipedia-Sprachversionen eintragen. Tipp: Regelmäßig bei news.google.de nach „ist tot“, „gestorben“ oder „verstorben“ suchen.
Wenn eine Person gestorben ist, gibt es viele Seiten zu dieser Person in der Wikipedia, die davon auch betroffen sind und entsprechend aktualisiert werden müssen. Beispiele: Namenübersichtsseite, Geburtsjahr, Geburtsort-Seiten und viele mehr.
Wie finde ich die betroffenen Seiten?
Im Suchfeld auf der linken Seite gibt man den Suchbegriff so ein: „Vorname Nachname“. Dann klickt man auf Volltext und alle Seiten mit entsprechendem Suchtext werden aufgerufen. Hier sieht man dann schnell, wo auch das Todesjahr Sinn macht oder sogar ein Teil des Artikels angepasst werden muss. Auch hilft das „Werkzeug“ auf der linken Seite sehr gut, um solche Seiten aufzufinden: „Links auf diese Seite“. Somit ist die Wikipedia wieder aktuell in allen Bereichen! Hinweis: bei Eintragung der Kategorie „Gestorben JAHR“ wird der Missbrauchsfilter 49 ausgelöst, was jedoch nicht schlimm ist. Siehe: Spezial:Missbrauchsfilter/49
Dies ist eine Liste von im Jahr 1998 verstorbenen bekannten Persönlichkeiten. Die Einträge erfolgen innerhalb der einzelnen Daten alphabetisch sortiert. Tiere sind im Nekrolog für Tiere zu finden.
Die Liste ist nach Quartalen aufgeteilt:
- Nekrolog 1. Quartal 1998: Januar, Februar und März
- Nekrolog 2. Quartal 1998: April, Mai und Juni
- Nekrolog 3. Quartal 1998: Juli, August und September
- Nekrolog 4. Quartal 1998: Oktober, November und Dezember

## Datum unbekannt
| Klaus Abramowsky                       | deutscher Schauspieler und Synchronsprecher                                                  |    |
| Meir Agassi                            | israelischer Autor und Dichter                                                               |    |
| Herbert Agricola                       | deutscher Maler, Grafiker und Plakatkünstler                                                 |    |
| Manuel Anglada i Ferran                | katalanisch-andorranischer Schriftsteller                                                    |    |
| Allan Angoff                           | US-amerikanischer Publizist und Parapsychologe                                               |    |
| Rudi Anhang                            | deutscher Banjo-Spieler und Gitarrist                                                        |    |
| Leo Ansbacher                          | deutsch-israelischer Rabbiner                                                                |    |
| Fritz Arend                            | deutscher Künstler (Gobelinweber)                                                            |    |
| Lado Awaliani                          | georgischer Schriftsteller                                                                   |    |
| Renée Balibar                          | französische Romanistin, Linguistin und Literaturwissenschaftlerin                           |    |
| Herbert Barth                          | deutscher Musikschriftsteller                                                                |    |
| Willem Bäumer                          | deutscher Architekt, Stadtplaner und Hochschullehrer                                         |    |
| Benkt-Erik Benktson                    | schwedischer Theologe                                                                        |    |
| Ursula Pia von Bernus                  | deutsche Okkultistin                                                                         |    |
| Marcel Bianchi                         | französischer Jazz- und Unterhaltungsmusiker                                                 |    |
| Hans Bourquin                          | Schweizer Ruderer                                                                            |    |
| Zdravko Bregovac                       | jugoslawischer Architekt                                                                     |    |
| Max Bresele                            | deutscher Künstler                                                                           |    |
| Irving Brodsky                         | US-amerikanischer Jazzpianist und Arrangeur                                                  |    |
| Max Brusto                             | deutscher Journalist und Schriftsteller                                                      |    |
| Charles B. Burdick                     | US-amerikanischer Militärhistoriker                                                          |    |
| Eugen Buri                             | deutscher Richter                                                                            |    |
| Wladimir Bykow                         | sowjetischer Skispringer                                                                     |    |
| Alfred Caldwell                        | US-amerikanischer Landschaftsarchitekt                                                       |    |
| Tito Carpi                             | italienischer Dreh- und Dialogbuchautor und Filmregisseur                                    |    |
| Alejandro Carrillo Marcor              | mexikanischer Botschafter                                                                    |    |
| Gordon Cowperthwaite                   | kanadischer Wirtschaftsprüfer                                                                |    |
| Luis Cruz                              | uruguayischer Fußballspieler                                                                 |    |
| Brian Newton Davis                     | neuseeländischer Priester, Primas der Anglican Church in Aotearoa, New Zealand and Polynesia |    |
| Alfred Karl Dietmann                   | deutscher Maler                                                                              |    |
| Hal Evans                              | englischer Komponist, Arrangeur, Pianist und Dirigent                                        |    |
| Werner David Feist                     | deutsch-kanadischer Fotograf                                                                 |    |
| Harro Frank                            | deutscher Jurist, MdHB                                                                       |    |
| Siegbert Leopold Frank                 | deutscher Kommunalpolitiker (CDU)                                                            |    |
| Hermine Freed                          | US-amerikanische Malerin und Videokünstlerin                                                 |    |
| Willis John Gertsch                    | US-amerikanischer Arachnologe                                                                |    |
| Jupp Gesing                            | deutscher Glasmaler und Glaskünstler                                                         |    |
| György Geszler                         | ungarischer Pianist und Komponist                                                            |    |
| Hartwig Golf                           | deutscher Politiker (NPD), MdL                                                               |    |
| James Edward Gordon                    | britischer Werkstoffwissenschaftler                                                          |    |
| Karl Gramberg                          | deutscher Maler und Grafiker                                                                 |    |
| Hans Grieger                           | deutscher Fußballspieler                                                                     |    |
| Willy Grüb                             | deutscher Programmchef des Süddeutschen Rundfunks                                            |    |
| Karl Grumpelt                          | deutscher Museumsleiter und Ehrenbürger in Pirna                                             |    |
| John Gelder Horler Halstead            | kanadischer Diplomat                                                                         |    |
| Christel Heidemann                     | deutsche Medizinerin, Begründerin der Farbmeridiantherapie                                   |    |
| Karl Heilmann                          | grönländischer Katechet, Kommunalpolitiker, Richter, Musiker und Genealoge                   |    |
| Jean Lucien Emile Herly                | französischer Diplomat                                                                       |    |
| Margret Hildebrand                     | deutsche Industriedesignerin                                                                 |    |
| Peter Hintzmann                        | deutscher Diplomat, Botschafter der DDR                                                      |    |
| Hirai Minoru                           | japanischer Kampfkunstsportler, Begründer des Kōrindō-Aikidō                                 |    |
| Werner-Eugen Hoffmann                  | deutscher Offizier                                                                           |    |
| Rolf-Heinz Höppner                     | deutscher SS-Obersturmbannführer                                                             |    |
| Lizzie Hosaeus                         | deutsche Malerin, Graphikerin, Illustratorin und Keramikerin                                 |    |
| Fritz Hungerleider                     | österreichischer Zen-Lehrer                                                                  |    |
| Little Willie Jackson                  | US-amerikanischer Jazz- und Rhythm-&-Blues-Musiker                                           |    |
| Douglas James Johnson                  | US-amerikanischer Maler und Zeichner                                                         |    |
| Arthur Jones                           | amerikanischer Jazzmusiker                                                                   |    |
| Dave Jones                             | britischer Jazzmusiker                                                                       |    |
| Dshemal Kartschchadse                  | georgischer Schriftsteller                                                                   |    |
| Mwamba Kazadi                          | kongolesischer Fußballtorhüter                                                               |    |
| Maria Keller                           | deutsche Künstlerin                                                                          |    |
| Tom Kitwood                            | englischer Sozialpsychologe und Psychogerontologe                                            |    |
| Knud Knudsen                           | deutscher Bildhauer, Verleger und Autor                                                      |    |
| Wjatscheslaw Iwanowitsch Kotschemassow | sowjetischer Botschafter in der DDR                                                          |    |
| Lawrence Krader                        | US-amerikanischer Anthropologe und Ethnologe                                                 |    |
| Urs Lang-Kurz                          | deutsche Modefotografin                                                                      |    |
| Artur Laskus                           | deutscher Künstler                                                                           |    |
| Fritz Mader                            | deutscher Künstler, Kunsterzieher und politischer Funktionär (NSDAP)                         |    |
| Gerhard Martius                        | deutscher Gynäkologe und Geburtshelfer                                                       |    |
| Ana Mcheidse                           | georgische Schriftstellerin                                                                  |    |
| Ulrich Meyer-Cording                   | deutscher Jurist und Ministerialbeamter                                                      |    |
| Philipp Meyer                          | deutscher Regierungsbeamter                                                                  |    |
| Tille Modersohn                        | deutsche Stifterin der Paula Modersohn-Becker Stiftung                                       |    |
| Vera Möller                            | deutsche Schriftstellerin, Illustratorin und Golfsportlerin                                  |    |
| Eberhard Mondry                        | deutscher Schauspieler und Synchronsprecher                                                  |    |
| Marcel Montecino                       | US-amerikanischer Schriftsteller und Jazzpianist                                             |    |
| Marie Muir                             | englische Schriftstellerin                                                                   |    |
| Juan José Nogués                       | spanischer Fußballspieler und -trainer                                                       |    |
| Gheorghe Oprea                         | rumänischer Politiker (PCR)                                                                  |    |
| Horst Osterheld                        | deutscher Diplomat und außenpolitischer Berater                                              |    |
| Hans Ostl                              | deutscher Journalist                                                                         |    |
| Walter Otto                            | deutscher Jurist                                                                             |    |
| Reinhard Patscheider                   | italienischer Bergsteiger (Südtirol)                                                         |    |
| Egbert Paul                            | deutscher Jurist                                                                             |    |
| Daniel Pedoe                           | britischer Mathematiker und Geometer mit polnischen Wurzeln                                  |    |
| Jean-Marie Pesez                       | französischer Mittelalterarchäologe und Historiker                                           |    |
| Trude Petri                            | deutsche Bildhauerin, Malerin und Designerin                                                 |    |
| Horst Pinkwart                         | deutscher Brigadegeneral der Bundeswehr                                                      |    |
| Tommy Price                            | britischer Speedwayfahrer                                                                    |    |
| Siegfried Prößdorf                     | deutscher Mathematiker                                                                       |    |
| Helmut Redies                          | deutscher Diplomat                                                                           |    |
| Sayed Qassem Rishtya                   | afghanischer Schriftsteller, Politiker und Diplomat                                          |    |
| Wynn Rogers                            | US-amerikanischer Badmintonspieler                                                           |    |
| Henri Roussel                          | französischer Romanist und Mediävist                                                         |    |
| Tadeusz Rybczynski                     | polnisch-englischer Wirtschaftswissenschaftler                                               |    |
| Albin Sättler                          | deutscher Künstler                                                                           |    |
| Georges Savaria                        | kanadischer Pianist, Ondist, Musikpädagoge und Komponist                                     |    |
| Elisabeth Schachinger                  | deutsche Malerin, Illustratorin und Metallbildnerin                                          |    |
| Wilma Schalk-Niedermayer               | österreichische Keramikerin, Bildhauerin und Malerin                                         |    |
| Helmut Schinagl                        | österreichischer Schriftsteller                                                              |    |
| Helga Schmidt-Glassner                 | deutsche Architekturfotografin                                                               |    |
| Heinz-Eugen Schramm                    | deutscher Autor                                                                              |    |
| Siegmund Schütz                        | deutscher Porzellanmodelleur, Medailleur, Bildhauer und Holzschnitzer                        |    |
| Heinrich Schwarzkopf                   | deutscher Ringer                                                                             |    |
| Alfred Seebacher-Mesaritsch            | österreichischer Schriftsteller und Lokalhistoriker                                          |    |
| Heinz Seeber                           | deutscher Maler                                                                              |    |
| Werner Sell                            | deutscher Ingenieur und Erfinder                                                             |    |
| Abraham Sinkov                         | US-amerikanischer Mathematiker und Kryptologe                                                |    |
| Juri Alexandrowitsch Skworzow          | sowjetischer Skispringer                                                                     |    |
| Bruno Speck                            | Schweizer Mediziner                                                                          |    |
| Eberhard Stauß                         | deutscher Architekt und Designer                                                             |    |
| Ingrid Steininger                      | österreichische Keramikerin, Plastikerin und Graphikerin                                     |    |
| Marianne Stern-Winter                  | deutsche Shoa-Überlebende                                                                    |    |
| Onneyn Tahi                            | vanuatuischer Politiker, Präsident                                                           |    |
| Yoshi Takahashi                        | japanischer Maler und Grafiker                                                               |    |
| Hannelore Thiel                        | deutsche Widerstandskämpferin gegen den Nationalsozialismus                                  |    |
| Hein Thorn Prikker                     | deutscher Motorradrennfahrer                                                                 |    |
| Antoine Tisné                          | französischer Komponist                                                                      |    |
| Lawrence Treat                         | US-amerikanischer Schriftsteller                                                             |    |
| Gerhard Vescovi                        | deutscher Dichterarzt                                                                        |    |
| Lothar Vetterke                        | deutscher Fußballspieler und Fußballnationalspieler der DDR                                  |    |
| José Vicente Ortuño                    | spanischer Schriftsteller                                                                    |    |
| Roger Vivier                           | französischer Modedesigner für Schuhe                                                        |    |
| Alfred Voigt                           | deutscher Rechtswissenschaftler                                                              |    |
| Gerda Wagener                          | deutsche Autorin von Kinder- und Jugendliteratur                                             |    |
| Anton Weber                            | deutscher Ordensgeistlicher                                                                  |    |
| Tobias Weichberger                     | deutscher Maler, Zeichner und Radierer                                                       |    |
| Herbert Wendler                        | deutscher Chocolatier, Erfinder des Dominosteins                                             |    |
| Ernest Edward Williams                 | US-amerikanischer Herpetologe                                                                |    |
| Helfried Winger                        | österreichischer Eishockeyspieler                                                            | 77 |
| Adolf Wolff                            | deutscher Veterinärmediziner                                                                 |    |
| Bekir Yıldız                           | türkisch-kurdischer Schriftsteller                                                           |    |
| Guram Jassonowitsch Zchowrebow         | sowjetischer Fußballspieler                                                                  |    |
| Peter Zilles                           | deutscher Schauspieler und Synchronsprecher                                                  |    |
| Willi Wagenknecht                      | deutscher Offizier                                                                           |    |